# (23456) 1989 DB
1989 دي بي (ويعرف أيضًا باسم (23456) 1989 دي بي وفق تسمية الكوكب الصغير) (بالإنجليزية: 1989 DB)‏ هو كويكب ضمن حزام الكويكبات؛ وترتيبه 23456 من حيث الاكتشاف.
اكتُشف هذا الجُرم الفلكي بواسطة Toshimasa Furuta ‏ في 26 فبراير 1989.

## وصلات خارجية
- (23456) 1989 DB في قاعدة بيانات مختبر الدفع النفاث لأجرام النظام الشمسي الصغيرة

- الاكتشاف · مخطط المدار ·  العناصر المدارية · المعلمات المادية

- (23456) 1989 DB على موقع ويكي سكاي: DSS2, SDSS, GALEX, IRAS, Hydrogen α, X-Ray, Astrophoto, Sky Map, Articles and images